# 花金バーナード
花金バーナード（はなきんバーナード）は、吉本興業東京本社（東京吉本、厳密には子会社のよしもとクリエイティブ・エージェンシー）にて活動していた日本のお笑いコンビ。2013年結成、2016年解散。

## メンバー
- はぎちゃん（本名:萩原 清輝（はぎはら きよてる）、1987年5月24日 - ）ツッコミ担当

NSC大阪校31期出身。
奈良県橿原市出身。
身長158cm、体重65.3kg。血液型O型。
近畿大学短期大学部商経科卒業。
元々は「ツインゴリラ」、「かつかれ～」、「おはぎマン」として大阪で活動していた。
伊達眼鏡をかけている。
交友関係が広く、コンビ結成直後では『菊地亜美の1ami9』（アール・エフ・ラジオ日本）にゲスト出演したり、GACKTのニコニコ生放送のチャンネル会員限定配信で天の声を務めたこともある。
学生時代はラガーマンで、ラグビーに精通している。
- サク。（本名:作井 良太〈さくい りょうた〉、1990年7月16日 - ）ボケ・ネタ作り担当

NSC大阪校32期出身。
大阪府堺市出身。
身長175cm、体重67kg。血液型B型。
堺市立工業高等学校卒業。
柔道二段。
元々はトリオ『あしゅら』として活動していた。
実兄はお笑い芸人のツネ（2700）。
前方に人差し指を指して「普通ーッ!」と言うギャグがある。
吉田圭佑（元ブレイブマン、現在は引退）と仲が良く、Twitterで飲みに行っている写真などがよく投稿されていた。
ハリーポッターが好きで、DVDは全て揃えている。好きなキャラクターは「マッド・アイ」。

## 略歴
2014年、オリジナル番組の『芸人同棲 シーズン3』（テレ朝動画）にて結成。コンビ名の由来は、2人の好きなものである「花の金曜日」（はぎちゃん）と「セント・バーナード」（サク。）を組み合わせた。出囃子はザ・チャレンジの「花金ダンス」。
2人とも大阪を拠点に活動していたが、結成を機に東京へ活動拠点を移した。
2016年5月31日放送の『芸人同棲 シーズン7』にて、解散を発表。サクは芸能界を引退するも、2020年12月に芸人復帰。小前徹（元顔色よろしわろし）とコンビ『まぼろしのアレ』を結成した。
はぎちゃんは西木ファビアン勇貫（現・あわよくば）とのコンビ『フランキー』、山口ゆきえ（元カーニバル、現・オトメタチ）とのコンビ『シャインハッピー』の活動を経て、現在はピン芸人『はぎちゃん』として活動中。

## 出演番組

### テレビ
- saku saku（テレビ神奈川、2016年1月19日）ゲスト出演

### インターネット番組
- 芸人同棲（テレ朝動画）
  - シーズン3（2013年12月 - 2014年5月）
  - シーズン7（2016年5月 - 2016年9月）
- 【チャンネル会員限定放送】GACKTのニコニコ電話相談室～秋の夜長にDAY BREAKERS～（ニコニコ生放送、2014年10月1日）はぎちゃんのみ
- 花金バーナードはぎちゃんねる - YouTubeチャンネル

## 舞台
- 花金バーナード初単独ライブ「GOLD BERNARD」（2015年8月22日、ヨシモト∞ホール）